# Obreja
Obreja é uma comuna romena localizada no distrito de Caraș-Severin, na região de Banato. A comuna possui uma área de 126.33 km² e sua população era de 3454 habitantes segundo o censo de 2007.